# 2001년 대한민국의 영화 목록
다음은 2001년에 개봉됐던 대한민국의 영화 목록이다.

## 목록
- 2001 용가리
- 7인의 새벽
- 건달의 법칙
- 게임오버
- 고
- 고양이를 부탁해
- 고추 말리기
- 고추불패
- 고해
- 골뱅이@실명제
- 광시곡
- 대학로에서 매춘하다가 토막 살해당한 여고생 아직 대학로에 있다
- 교도소 월드컵
- 그녀에게 잠들다
- 꽃섬
- 나도 아내가 있었으면 좋겠다
- 나비
- 노랑머리 2
- 눈물
- 달마야 놀자
- 더 킹
- 두사부일체
- 라이방
- 런딤
- 무사
- 번지점프를 하다
- 베사메무쵸
- 별주부 해로
- 봄날은 간다
- 부킹쏘나타
- 선물
- 세이예스
- 소름
- 수취인 불명
- 스무살
- 신라의 달밤
- 썸머 타임
- 아이 러브 유
- 엽기적인 그녀
- 와니와 준하
- 와이키키 브라더스
- 이것이 법이다
- 이유없는 반항
- 인디안 썸머
- 잎새
- 조폭마누라
- 천사몽
- 천사의 시
- 친구
- 캅링크
- 클럽 버터플라이
- 킬러들의 수다
- 파라다이스빌라
- 파이란
- 하루
- 헤라퍼플
- 화산고
- 휴머니스트
- 흑수선

## 참고 자료
- KOFIC 영화데이터베이스